# Sägmühle (Rain)
Sägmühle ist ein Gemeindeteil der Stadt Rain  im Landkreis Donau-Ries (Regierungsbezirk Schwaben, Bayern). Sägmühle liegt in der Gemarkung Oberpeiching.

## Geographie
Die Einöde liegt an der Friedberger Ach etwa einen halben Kilometer westlich von Oberpeiching. Der Ort gehörte seit Erlass des zweiten Gemeindeediktes zur Gemeinde Oberpeiching. Mit dieser Kommune wurde Sägmühle im Zuge der Gebietsreform in Bayern am 1. Juli 1972 in die Stadt Rain eingegliedert.